# Sonchus masguindalii
Sonchus masguindalii là một loài thực vật có hoa trong họ Cúc. Loài này được Pau & Font Quer miêu tả khoa học đầu tiên năm 1928.